# Pietro Tacca

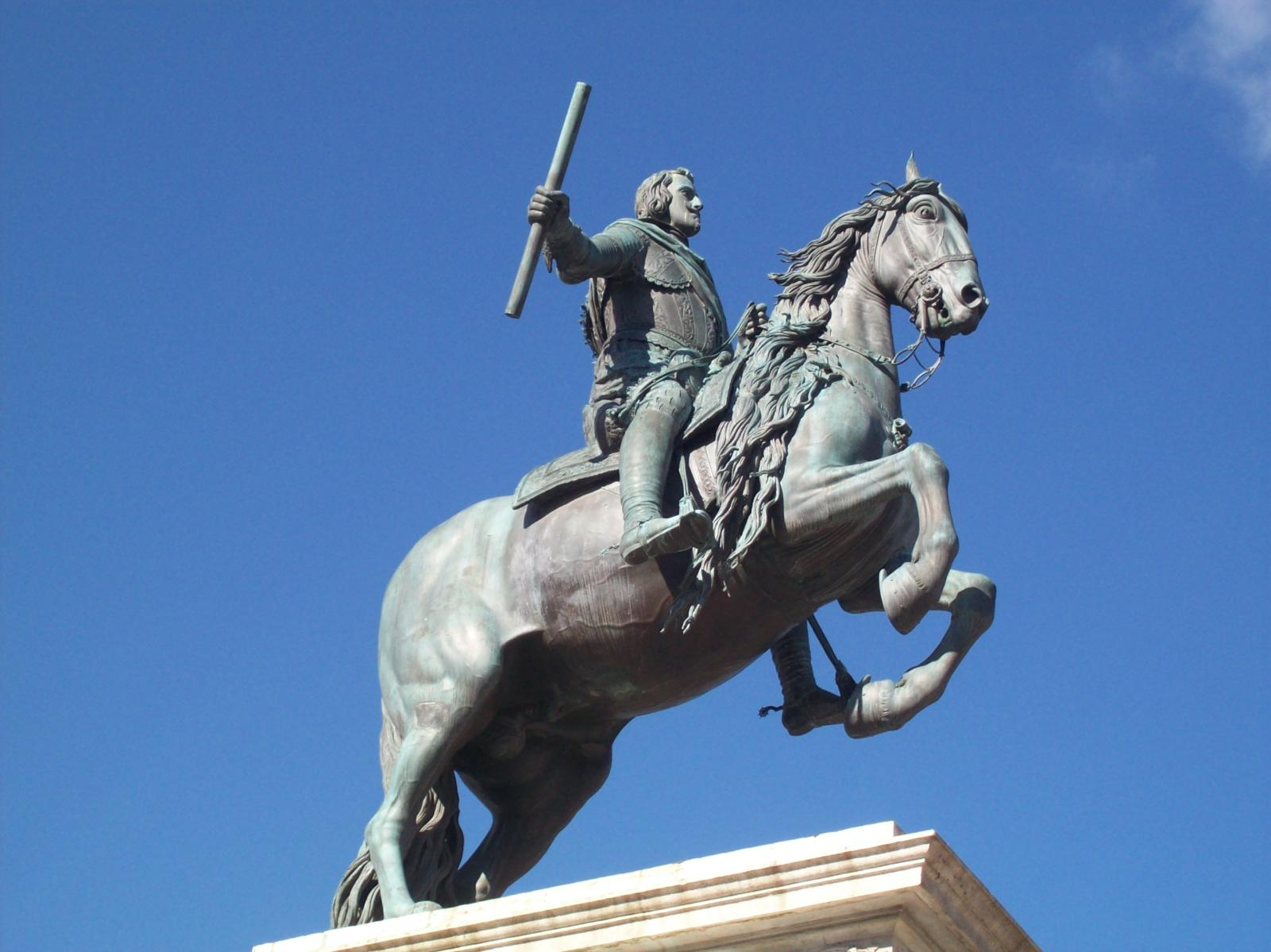
Reiterdenkmal Philipp IV. in Madrid, das erste Reiterstandbild mit einem aufsteigenden Pferd

Pietro Tacca (* 6. September 1577 in Carrara; † 26. Oktober 1640 in der Nähe von Florenz) war ein italienischer Architekt, Bildhauer und Bronzegießer.

## Leben
Eigentlich sollte Tacca dem Wunsch seines Vaters entsprechend Jura studieren. Auf Empfehlung des Bildhauers Jacques Piccardi erlernte Tacca neben allgemeinen künstlerischen Grundkenntnissen auch das Modellieren. Mit 15 Jahren wurde er 1592 Schüler von Giovanni da Bologna.
Mit Wirkung vom 12. März 1599 wurde er in die Zunft der Maler und Bildhauer aufgenommen. Als 1601 Pierre Franqueville das Atelier verließ, avancierte Tacca zum „Meisterschüler“ Bolognas. Als dieser im August 1608 starb, wurde Tacca der Nachfolger seines Freunds und Lehrers.
Zwischen 1634 und 1640 arbeitete er an dem Madrider Reiterdenkmal für Philipp IV., dessen Konzept sich an einem Gemälde des Königs von Diego Velázquez orientiert. Dieses Denkmal ist das erste Reiterstandbild der Kunstgeschichte, bei dem es Bildhauer und Bronzegießer gelungen ist, einen Reiter auf einem Pferd in der Levade darzustellen. Galilei soll ihm nach der Legende bei der Lösung der statischen Probleme geholfen haben.
Als Bronzegießer schuf Tacca Brunnen und Reiterstatuen. Marmorarbeiten führte er selten selber aus; er schuf die Pläne und ließ diese u. a. von seinem Schüler Bartolomeo Salvini ausführen. Ein von Tacca gestalteter Brunnen mit Meeresungeheuern (Bronze, 1619) befindet sich auf der Piazza dell’Annunziata in Florenz.

## Werke
- Horn blasender Jüngling (Eremitage)
- Nessus und Deianira, 1590/1600 (Eremitage)